# Dariusz Mejsner
Dariusz Mejsner (24 gennaio 1969) è un ex pentatleta polacco.

## Palmarès
In carriera ha conseguito i seguenti risultati:
- Mondiali:

San Antonio 1991: argento nel pentathlon moderno staffetta a squadre.
Winterthur 1992: oro nel pentathlon moderno staffetta a squadre.
Sheffield 1994: argento nel pentathlon moderno staffetta a squadre.
Basilea 1995: oro nel pentathlon moderno staffetta a squadre e bronzo a squadre.
Roma 1996: oro nel pentathlon moderno staffetta a squadre.
Sofia 1997: bronzo nel pentathlon moderno staffetta a squadre.
- Europei

Székesfehérvár 1997: bronzo nel pentathlon moderno a squadre.